# کارانایوو
کارانایوو (انگلیسی: Karanayevo) یک شهرک در شهرستان مچتلینسکی استان باشقیرستان کشور روسیه است.